# ITF Women's Circuit Asuncion
L'ITF Women's Circuit Asuncion è un torneo professionistico di tennis giocato su campi in terra rossa. Fa parte dell'ITF Women's Circuit. Si gioca annualmente a Asunción in Paraguay.

## Albo d'oro

### Singolare
| Anno     | Campione             | Finalista            | Punteggio          |
| -------- | -------------------- | -------------------- | ------------------ |
| 2011     | Romana Tabaková      | María Irigoyen       | 5–7, 7–6(9–7), 7–5 |
| 2011 (2) | Romana Tabaková      | Tina Schiechtl       | 6–7(4–7), 6–4, 6–4 |
| 2012     | Eduarda Piai         | Andrea Benítez       | 6–3, 7–6(6)        |
| 2012 (2) | Verónica Cepede Royg | Ioana Raluca Olaru   | 5–7, 7–6(7), 6–2   |
| 2013     | Bianca Botto         | Carolina Zeballos    | 6(6)–7, 6–2, 6–2   |
| 2013 (2) | Florencia Molinero   | Verónica Cepede Royg | 6–3, 7–6(5)        |

### Doppio
| Anno     | Campioni                                     | Finalisti                           | Punteggio        |
| -------- | -------------------------------------------- | ----------------------------------- | ---------------- |
| 2011     | Mailen Auroux María Irigoyen                 | Tatiana Búa Luciana Sarmenti        | 6–3, 4–6, [10–5] |
| 2011 (2) | Mailen Auroux María Irigoyen                 | Ulrikke Eikeri Andrea Gámiz         | 6–1, 2–6, [10–5] |
| 2012     | Anamika Bhargava Sylvia Krywacz              | Andrea Benítez Raquel Piltcher      | 6–1, 6–4         |
| 2012 (2) | María Fernanda Álvarez Terán Chanel Simmonds | Anamika Bhargava Sylvia Krywacz     | 4–6, 6–3, [10–5] |
| 2013     | Carla Bruzzesi Avella Carolina Zeballos      | Victoria Bosio Fernanda Brito       | 6–1, 6–3         |
| 2013 (2) | Florencia Molinero Laura Pigossi             | Vanesa Furlanetto Carolina Zeballos | 5–7, 6–4, [10–8] |